# Еврар дьо Бар
Еврар де Бар (на френски: Everard des Barres) е третият Велик магистър на тамплиерите, като заема длъжността от 1147 г. до 1152 г.  Произхожда от областта Шампан, Франция.

## Биография
Участва във Втория кръстоносен поход, придружава Луи VII от Франция с отряд от рицари тамплиери. След смъртта на Робер дьо Краон през 1147 г. той е избран за Велик магистър на Ордена на тамплиерите. Изборът му е бил очевидно повлиян от връзката, която има с Луи VII, тъй като Орденът трябва да използва тези контакти и ресурси във Франция, за да поддържа военното си присъствие в Светите земи.  По-късно Еврар спасява Луис по време на битка със селджукските турци в Писидия.
С малък отряд участва в обсадата на Дамаск (1148). Помага при защитата на Йерусалим през 1149. 
Според хронистът Одо от Деуил, Еврар бил изключително набожен и доблестен. Изглежда, че той е оказал силно влияние върху Луи. След провала на кръстоносния поход при обсадата на Дамаск през 1148 г., Луи се завръща във Франция, последван от Еврар, който отговаря за съкровищницата на краля. Тамплиерите на Еврар остават и помогат за защитата на Йерусалим срещу турски набег през 1149 г.
Обратно във Франция, Еверард подава оставка през 1152 г. и става монах в Клерво, където прекарва двадесет и пет години до смъртта си.  Той е наследен от Бернар дьо Трамле. Той умира след 1176 г.